# Franklyn Seales
Franklyn Seales est un acteur américain, originaire de l'ile de Saint-Vincent, dans les Caraïbes, né le 15 juillet 1952, mort le 14 mai 1990 à Brooklyn, New York du SIDA.
Franklyn Seales était arrivé aux États-Unis à l'âge de 15 ans et avait suivi les cours d'art dramatique de John Houseman à la Juilliard School. Il a fait ses débuts au théâtre aux côtés de Stacy Keach dans Hamlet.[réf. nécessaire]

## Filmographie sélective
- 1986 : Un flic dans la mafia – l'ép. : Fascination for the Flame  (TV series) :  Paco Bazos
- 1983-1987 : Ricky ou la Belle Vie (série TV) : Dexter Stuffins (71 épisodes)
- 1982 :  Capitaine Furillo (TV series) : Crawford
- 1981 : Sans retour (Southern Comfort), film de Walter Hill : Simms
- 1979 : Tueurs de flics, film de Harold Becker  : Jimmy Lee 'Youngblood' Smith
- 1979 : Star Trek, le film,  film de Robert Wise : Crew Member